# Geopelia
Geopelia é um gênero de aves da família Columbidae.
As seguintes espécies são reconhecidas:
- Geopelia cuneata (Latham, 1801)
- Geopelia striata (Linnaeus, 1766)
- Geopelia placida Gould, 1844
- Geopelia maugeus (Temminck, 1809)
- Geopelia humeralis (Temminck, 1821)